# 1453 en Angleterre
Chronologie de l'Angleterre
- 1449
- 1450
- 1451
- 1452
- 1453
- 1454
- 1455
- 1456
- 1457

Cette page concerne l'année 1453 du calendrier julien.

## Naissances en 1453
- 13 octobre : Édouard de Westminster, prince de Galles
- Date inconnue :
  - John Browne, compositeur
  - Robert Sherborne, évêque de Chichester
  - Christopher Warde, chevalier
  - Richard Woodville, 3e comte Rivers (en)
  - Christopher Willoughby, 10e baron Willoughby d'Eresby

## Décès en 1453
- 3 mai : Edward Stradling, noble
- 17 juillet : 
  - John Talbot, 1er comte de Shrewsbury
  - John Talbot, 1er vicomte Lisle
- 24 décembre : John Dunstable, compositeur
- Date inconnue :
  - William Beaumont, noble
  - William Kyd, pirate
  - Philippa Neville, baronne Dacre
  - William Newton, member of Parliament pour Dorchester